# Down Thomas
Down Thomas – wieś w Anglii, w hrabstwie Devon, w dystrykcie South Hams.